# Risk
Risk és un joc d'estratègia de tauler basat en torns, comercialitzat per l'empresa Parker Brothers, una divisió d'Hasbro i creat a començaments de la dècada del 1950 pel director de cinema francès Albert Lamorisse. Aquest joc comparteix moltes característiques amb els anomenats jocs de guerra (wargames), però en comparació amb aquests, és força simple i abstracte. No pretén simular correctament l'estratègia militar, les dimensions del món ni la logística de les campanyes extenses i l'atzar hi té un paper més important que en els wargames tradicionals. L'objectiu és ocupar tots els territoris del mapa i eliminar els enemics.
El primer Risk, amb el nom de La Conquête du monde, va sortir a la venda a França el 1957. Des de la preversió de 1959, l'empresa Parker Brothers i Hasbro han inclòs diferents versions en les regles del joc. Existeixen multitud de variants en les regles, tant en jocs per a ordinador com a Internet.

## Regles del joc
El Risk és un joc de torns de dos a sis jugadors. Es juga en un tauler amb un mapa polític simplificat del món, dividit en quaranta-dos territoris, que estan agrupats en sis continents. Per començar, cada jugador tira un dau. El jugador amb la puntuació més alta comença en primer lloc i la seqüència continua en sentit horari. Cada jugador, per torns, col·loca una tropa en un territori fins que no quedin territoris lliures. Una vegada fet això cada jugador col·loca la resta de les seves tropes als seus territoris, fins a completar el nombre de tropes inicials (que varien segons el nombre de jugadors, així si juguen sis, cada jugador pot col·locar 20 tropes, si són cinc es col·loquen 25, si són quatre es col·loquen 30).
Cada torn d'un jugador es divideix en tres etapes, en la primera etapa es col·loquen tropes als països que es posseeixen, en la segona etapa s'ataca als territoris contigus per intentar conquerir-los i quan no es desitja realitzar cap atac més es realitza una reestructuració de les tropes. Cada jugador rep reforços al començament de cada torn; el nombre de reforços depèn dels territoris controlats; el nombre de tropes rebudes és el nombre de països dividits entre tres (sense els decimals) però rebent sempre com a mínim tres tropes. Es reben tropes extres al principi de cada torn si es controla un continent complet o si es té una combinació de cartes determinada. L'estratègia fonamental del joc rau en la col·locació d'aquestes tropes de reforç.
La victòria o derrota de cada batalla es decideix tirant uns daus de sis cares. Existeixen dos tipus de daus, tres daus d'atac de color vermell i dos daus de defensa de color blau. La dinàmica de cada batalla es realitza de la següent forma: el jugador atacant decideix quin país atacarà, per a això ha de comptar com a mínim amb 2 o més tropes al país des d'on es realitza l'atac. El jugador atacant pot llançar un mínim d'un dau i un màxim de tres, segons desitgi atacar amb una, dues o tres tropes. En aquell moment el jugador defensor pot triar si defensa amb un dau o, si posseeix al país atacat dos o més tropes, defensar amb dos daus. Comparant les dues puntuacions més altes dels daus d'atac amb la més alta dels daus de defensa es dedueix el nombre de tropes perdudes per cada jugador. Per exemple, si un jugador llança tres daus i obté un 6,3,2 i el defensor decideix llançar dos daus i obté un 5,3 cada jugador perd una tropa, ja que el 6 és major que el 5 i quan existeix un empat en la puntuació perd una tropa el jugador atacant. El tercer dau atacant no es té en compte. Es repeteix aquest procés fins que el jugador defensor perd totes les tropes o el jugador atacant no pot continuar l'atac perquè s'ha quedat amb una sola tropa. Quan es produeix la conquesta d'un territori, el jugador vencedor ha de passar al país veí amb un mínim de tropes igual a l'últim atac realitzat i com a màxim el nombre de tropes que desitgi, sempre que deixi una tropa al país des del qual ha realitzat l'atac.
El jugador en el seu torn pot realitzar tots els atacs que desitgi, quan decideixi que no continua atacant pot realitzar una única reestructuració de les seves tropes, que consisteix a moure les seves tropes entre dos territoris contigus, sempre que mantingui un mínim d'una tropa al territori en el qual realitza la reestructuració.
Al final de cada torn, si s'ha conquerit almenys un territori, es rep una carta. Aquestes cartes tenen dibuixat un territori i una figura, que pot ser un soldat d'infanteria, una tropa de cavalleria o un artiller. Existeixen també dos comodins amb les tres figures. A l'inici de cada torn es té la possibilitat de canviar una combinació de cartes per tropes; una combinació de cartes és un grup de tres cartes amb la mateixa figura o amb les tres diferents. El jugador rep un cert nombre de tropes segons la combinació, si són tres soldats rep 4 tropes, si són tres tropes de cavalleria rep 6 tropes, si són tres artillers rep 8 tropes i si són una de cada rep 10 tropes. És possible acordar un altre tipus de reforços, essent bastant comú la possibilitat de rebre tropes seguint una progressió. Així doncs, en la primera combinació (aquí no importaria el tipus de combinació) es rebria 4 tropes, en la segona 6, en la tercera 8, i així successivament. Si en realitzar el canvi es posseeix algun país del conjunt de cartes es reben dues tropes addicionals per cada un. També cal tenir en compte que sols es poden tenir 5 cartes com a màxim, ja que amb aquesta quantitat de cartes sempre és possible obtenir una combinació, essent obligat realitzar-ne el canvi.
L'objectiu del joc s'acorda a l'inici. Existeixen diversos tipus d'objectius, sent els més comuns:
- Realitzar una missió secreta: a l'inici es reparteixen entre els jugadors unes cartes objectiu que han de completar per guanyar. Aquestes inclouen conquerir un nombre determinat de territoris, conquerir diversos continents o eliminar un jugador de determinat color.
- Jugar per capitals: a l'inici del joc es reparteixen les cartes de territoris entre els jugadors i s'hi distribueixen les tropes, però a l'hora de retornar les cartes cada jugador es guarda una carta dels seus territoris que serà la capital. Per guanyar haurà de conquerir un nombre determinat de capitals en funció del nombre de jugadors i evitar que els seus rivals conquereixin la seva pròpia capital.
- Conquerir el món: en aquest cas cal eliminar la resta de rivals fins a aconseguir els 42 territoris. Amb aquest objectiu es produeixen les partides més llargues.

Quan es juga al Risk de dos jugadors se sol introduir a la partida un tercer jugador neutral per afegir major diversió i poder emprar una estratègia similar a la que hi hauria amb tres jugadors.

## Material

### Tauler
El tauler del Risk està format per 6 continents dividits en 42 territoris. (Vegeu la secció territoris per a més informació.)
Els nombres situats a sota (entre parèntesis) indiquen el nombre d'unitats extra rebudes si es té el continent sencer.

#### Territoris
| Amèrica del Nord (5) 1. Alaska 2. Alberta† 3. Amèrica Central 4. Estats Units de l'Est 5. Groenlàndia 6. Territoris del Nord-oest 7. Ontario† 8. Quebec† 9. Estats Units de l'Oest | Amèrica del Sud (2) 1. Argentina 2. Brasil 3. Perú 4. Veneçuela | Europa (5) 1. Gran Bretanya 2. Islàndia 3. Europa del Nord 4. Escandinàvia 5. Europa del Sud 6. Ucraïna 7. Europa Occidental | Àfrica (3) 1. Congo 2. Àfrica oriental 3. Egipte 4. Madagascar 5. Àfrica del Nord 6. Sud-àfrica | Àsia (7) 1. Afganistan 2. Xina 3. Índia 4. Irkutsk 5. Japó 6. Kamtxatka 7. Orient Mig 8. Mongòlia 9. Siam 10. Sibèria 11. Ural 12. Iakutsk | Austràlia (2) 1. Austràlia Oriental 2. Indonèsia 3. Nova Guinea 4. Austràlia Occidental |

†: En algunes versions canadenques del joc els territoris Alberta, Ontario i Quebec foren substituïts per Canadà Septentrional, Canadà Central i Canadà Oriental.

### Armes
Cada partida de Risc arriba amb sis jocs d'exèrcits, cada un d'un color diferent. Els jocs individuals d'exèrcits són denotats per tres fitxes diferents:
- Infanteria: Representen una unitat d'exèrcit senzilla. (Foto de la dreta.)
- Cavalleria: Representen cinc unitats d'exèrcit. (Foto del mig.)
- Artilleria: Representa deu unitats. (Foto de l'esquerra.)

## Variants i seqüeles
L'èxit del joc ha portat a dissenyar nombroses variants, que canvien el mapa, alguna regla o incorporen un tema a les figuretes i caselles de joc. Algunes d'elles són:
- Risk El Senyor dels Anells
- Risk Europa[7]
- Risk: Metal Gear Solid inspirat en el videojoc Metal Gear Solid
- Risk Legacy, que inclou el mode campanya amb diverses partides encadenades
- Risk Doctor Who, basat en la sèrie Doctor Who
- Risk Vikings